# Maiduguri
Maiduguri (o Yerwa in lingua kanuri) è una città della Nigeria, capitale dello stato federale di Borno. Nel 2010 la popolazione stimata era di 1.126.195 abitanti.

## Storia
Fondata dagli inglesi nel 1907 come avamposto militare, in un'area appartenuta per secoli all'impero di Kanem-Bornu, Maiduguri è cresciuta fino a diventare la città principale del nord-est della Nigeria. L'etnia principale è quella Kanuri. La religione dominante è quella islamica, ma vi è un'importante minoranza cristiana.
La città è stata più volte, fin dagli anni '60, sede di tensioni violenze a sfondo etnico e religioso. Nel febbraio 2006 scoppiò una violenta sommossa in seguito alla pubblicazione delle caricature di Maometto da parte del quotidiano danese Jyllands-Posten, che provocò la morte di almeno 15 persone e la distruzione di 12 chiese cristiane.
La setta fondamentalista islamica Boko Haram, responsabile di notevoli disordini nel nord della Nigeria negli anni 2000, è stata fondata nel 2002 a Maiduguri.